# Кулига (Кировска област)
Кулига (на руски: Кулига) е село в Русия, в състава на Слободски район, Кировска област. Според преброяването през 2010 г. населението на селото е 9 души.

## Население

### Етнически състав
Преброяване на населението през 2010 г.
Численост и дял на етническите групи според преброяването на населението през 2010 г.:
|         | Численост | Дял (в %) |
| Общо    | 9         | 100,00    |
| Руснаци | 5         | 55,55     |
| Българи | 4         | 44,44     |